# Шилов, Александр Васильевич
Александр Васильевич Шилов (1915, Лютивля, Тверская губерния — 11 февраля 1940) — командир взвода 455-го стрелкового полка 42-й стрелковой дивизии 7-й армии Северо-Западного фронта, младший лейтенант. Герой Советского Союза.

## Биография
Родился в 1915 году в деревне Лютивля ныне Вышневолоцкого района Тверской области в крестьянской семье. Окончил 7 классов и школу ФЗУ. Работал на железнодорожной станции «Редкино» Конаковского района Калининской области слесарем.
В Красной Армии с 1936 года. Окончил военное пехотное училище. Участник советско-финской войны 1939—1940 годов.
Командир взвода 455-го стрелкового полка кандидат в члены ВКП(б) младший лейтенант Александр Шилов во главе группы захвата 11 февраля 1940 года проник в расположение противника в районе деревни Муурила на реке Лохи-Йоки и уничтожил дот вместе с гарнизоном. В этом бою отважный офицер погиб.
Похоронен в братской могиле посёлка Озерки.
Указом Президиума Верховного Совета СССР от 21 марта 1940 года «за образцовое выполнение боевых заданий командования на фронте борьбы с финской белогвардейщиной и проявленные при этом отвагу и геройство» младшему лейтенанту Шилову Александру Васильевичу посмертно присвоено звание Героя Советского Союза.
Награждён орденом Ленина.
Именем Героя названы улица в городе-герое Ленинграде и посёлок Шилово Коломенского сельского поселения Вышневолоцкого района Тверской области.